# Ministère des Munitions

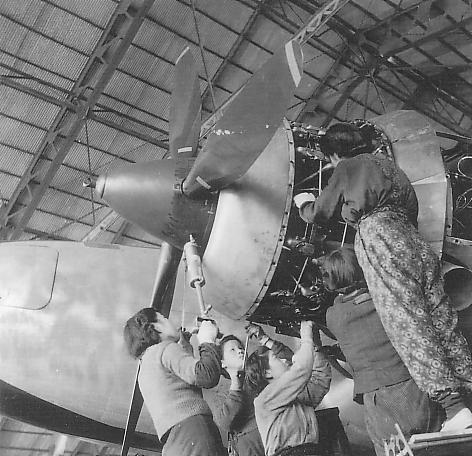
Civils japonais mobilisés, 1944

Le ministère des Munitions (軍需省, Gunjushō) était un ministère japonais, sous l'ère Showa, de 1943 à 1945. Il fut créé pour administrer l'approvisionnement et la fabrication de l'armement, des munitions et des pièces de rechange de l'armée japonaise et ainsi soutenir l'effort de guerre.

## Histoire
Le ministère des Munitions fut créé le 1er novembre 1943 par la commission de planification du ministère du Commerce et de l'Industrie, qui fut plus tard supprimé. Avec l'augmentation des raids alliés sur le Japon qui causaient de plus en plus de dégâts à l'industrie et aux infrastructures japonaises, le gouvernement jugea nécessaire d'unifier la gestion de la fabrication des munitions pour améliorer l'efficacité et accroître les niveaux de production, en particulier pour l'aviation. Le concept fut inspiré par le ministère allemand de l'Armement et des Munitions dirigé par Fritz Todt et Albert Speer, qui avait réussi à augmenter la production industrielle de l'Allemagne Nazie dans des conditions défavorables similaires, et ce fut également une manœuvre échouée des militaires pour imposer plus de contrôles aux zaibatsus.
Bien que le premier ministre Hideki Tōjō fut en même temps ministre des Munitions, la gestion quotidienne réelle du ministère était dévolue à son assistant, Nobusuke Kishi.
Les entreprises clés de l'armement furent nationalisées et réunies au sein d'une même institution, et leurs dirigeants reçurent des postes au gouvernement. Le personnel était considéré comme des conscrits et n'était pas autorisé à démissionner ou à se mettre en grève. Les institutions financières de l'état fournissaient des fonds de roulement et subventionnait les entreprises en cas de pertes.
Le ministère des Munitions fut supprimé en 1945 par les troupes d'occupation américaines et ses fonctions furent absorbées par l'actuel ministère japonais de l'Économie, du Commerce et de l'Industrie.

## Organisation
Ministre des Munitions
- Secrétariat
  - Bureau des opérations générales
  - Bureau de la production pour l'aviation
  - Bureau de la mécanique
  - Bureau du fer et de l'acier
  - Bureau des métaux légers
  - Bureau du matériel non-métalliques
  - Bureau des produits chimiques
  - Bureau de l'essence
  - Bureau de l'électricité

## Liste des ministres des Munitions
|   | Nom               | Gouvernement | De                | À                |
| - | ----------------- | ------------ | ----------------- | ---------------- |
| 1 | Hideki Tōjō       | Tōjō         | 1er novembre 1943 | 22 juillet 1944  |
| 2 | Ginjirō Fujiwara  | Koiso        | 22 juillet 1944   | 19 décembre 1944 |
| 3 | Shigeru Yoshida   | Koiso        | 19 décembre 1944  | 7 avril 1945     |
| 4 | Teijirō Toyoda    | Suzuki       | 7 avril 1945      | 17 août 1945     |
| 5 | Chikuhei Nakajima | Higashikuni  | 17 août 1945      | 26 août 1945     |